# Vrhtrebnje
Vrhtrebnje – wieś w Słowenii, w gminie Trebnje. W 2018 roku liczyła 72 mieszkańców.